# Hermann von Strantz
Hermann Christian Wilhelm von Strantz  (13 tháng 2 năm 1853 tại Nakel an der Netze – 3 tháng 11 năm 1936 tại Dessau) là một sĩ quan quân đội Phổ, từng tham chiến trong cuộc Chiến tranh Pháp-Đức (1870 – 1871), sau này được phong cấp Thượng tướng Bộ binh. Trong cuộc Chiến tranh thế giới thứ nhất (1914 – 1918, ông tham gia chiến trường Verdun vào mùa hè năm 1916. Ông đã được trao tặng Huân chương Quân công, phần thưởng quân sự cao quý nhất của Vương quốc Phổ.

## Tiểu sử
Ông sinh ngày 13 tháng 2 năm 1853, là con trai của Thiếu tá Phổ Hans Friedrich Bogislav von Strantz (1820 – 1895) và bà Alexandra Friederike, tên khai sinh von Münnich (1829 – 1892).
Sau khi học xong các trường thiếu sinh quân ở Culm và Berlin, Hermann von Strantz đã gia nhập Trung đoàn Phóng lựu Vệ sĩ "Vua Friedrich Wilhelm III" (số 1 Brandenburg) số 8 với vai trò là một học viên sĩ quan cấp Portepee-Fähnrich vào ngày 2 tháng 8 năm 1870, khi cuộc Chiến tranh Pháp-Đức, mới bùng nổ, rồi được phong quân hàm Thiếu úy vào ngày 2 tháng 1 năm 1871. Kể từ năm 1876 cho tới năm 1880, ông đã tham dự Học viện Quân sự tại kinh đô Berlin và được thăng cấp Trung úy ngày 18 tháng 10 năm 1879. Vào ngày 30 tháng 4 năm 1882, ông được bổ nhiệm vào Bộ Tổng tham mưu ở Berlin, sau đó vào ngày 21 tháng 4 năm 1883, ông được đổi làm sĩ quan phụ tá trong Lữ đoàn Bộ binh số 27, thuộc biên chế của Sư đoàn số 14. Sau khi được lên quân hàm Đại úy, vào ngày 15 tháng 4 năm 1886, ông lần lượt lãnh chức đại đội trưởng các Đại đội 1 (khinh binh) và 9 trong Tiểu đoàn Bắn súng hỏa mai của Trung đoàn Bộ binh Cận vệ số 1, đóng quân ở Potsdam. Ngày 22 tháng 3 năm 1891, ông được lên cấp Thiếu tá, và được thuyên chuyển vào Bộ Tổng tham mưu tại kinh đô Berlin. Sau đó, ngày 16 tháng 5 năm 1891, ông được ủy nhiệm vào Sư đoàn Cận vệ số 2 với cương vị là một sĩ quan Bộ Tổng tham mưu. Đến ngày 25 tháng 3 năm 1893, ông trở lại Trung đoàn Phóng lựu Vệ sĩ số 8 mà mình đã từng phục vụ trước đây, với cấp bậc Tiểu đoàn trưởng, tại Frankfurt an der Oder.
Vào ngày 22 tháng 3 năm 1897, ông được thăng cấp Thượng tá, và gia nhập bộ tham mưu của Trung đoàn Bộ binh Cận vệ số 8 ở Potsdam. Vào ngày 2 tháng 5 năm 1899, ông đến Berlin làm Trung đoàn trưởng tại Quận Dân binh III (Landwehr-Bezirk III). Năm sau (1900), ông được thăng quân hàm Đại tá vào ngày 27 tháng 1, rồi được bổ nhiệm làm Tư lệnh Trung đoàn Bộ binh Cận vệ số 2 vào ngày 28 tháng 4.
Vào năm 1903, ông được nhậm chức Tư lệnh của Lữ đoàn Bộ binh Cận vệ số 2 tại Potsdam, với cấp bậc Thiếu tướng. Vào ngày 16 tháng 10 năm 1906, ông được lên cấp Trung tướng và lãnh chức Tư lệnh của Sư đoàn (25) Đại Công quốc Hesse ở Darmstadt. Với quân hàm Thượng tướng Bộ binh, ông được bổ nhiệm làm Tướng tư lệnh của Quân đoàn V ở Posen vào tháng 4 năm 1911.

### Chiến tranh thế giới thứ nhất
Trong thời binh, Quân đoàn V của ông trực thuộc Cục Thanh tra quân đội VIII, nhưng trong cuộc tổng động viên vào mùa hè năm 1914 khi Chiến tranh thế giới thứ nhất bùng nổ, Quân đoàn V được đưa vào biên chế của Tập đoàn quân số 5 dưới quyền Thái tử Wilhelm, hình thành cánh trung tâm của các lực lượng thực hiện chiến dịch tấn công theo Kế hoạch Schlieffen vào tháng 8 năm 1914 trên Mặt trận phía Tây.
Phân bộ quân Strantz (được đặt theo tên von Strantz khi ông đang giữ chức chỉ huy, nhưng sau được đổi tên thành Phân bộ quân C) được thành lập vào ngày 18 tháng 9 năm 1914, ở cánh trái (phía nam) của Tập đoàn quân số 5. Ban đầu phân bộ quân này bao gồm Quân đoàn V và Quân đoàn III Vương quốc Bayern, điều khiển nửa tá sư đoàn. Đồng thời, Strantz vẫn tại nhiệm chức Tư lệnh của Quân đoàn V nhưng được thay mặt bởi một Sư trưởng dưới quyền mình trong việc chỉ đạo quân đoàn này. Phân bộ quân của Strantz tham chiến tại khu vực giữa các sông Meuse và Moselle trên Mặt trận phía Tây, và đặt bản doanh tại lâu đài Moncel ở Jarny, thuộc tỉnh Meurthe-et-Moselle của Pháp.
Mùa hè năm 1916, các lực lượng dưới quyền tướng Strantz đã tham chiến tại Verdun, nơi họ được lệnh đánh chiếm Pháo đài Troyon từ tay quân Pháp và tiến hành vượt sông Meuse. Một trong các sĩ quan tham mưu của ông ở Verdun là viên đại úy 36 tuổi Wilhelm List, về sau là chỉ huy một cụm tập đoàn quân của Lục quân Đức Quốc xã trong cuộc Chiến tranh thế giới thứ hai. Strantz giữ chức chỉ huy phân bộ quân mang tên mình cho đến ngày 2 tháng 2 năm 1917, khi ông xuất ngũ (tiếng Đức: zur Disposition gestellt), và được thay thế bởi tướng Max von Boehn. Đồng thời, ông được phong chức Trưởng Đại tá của Trung đoàn Bộ binh số 50 (số 3 Hạ Schlesien).
Vào năm 1891, Hermann von Strantz thành hôn với Elisabeth von Ende (1870 – 1936).

## Phong thưởng
- Huân chương Thập tự Sắt (1870) hạng II [4]
- Huân chương Đại bàng Đỏ hạng I đính kèm bó sồi [4]
- Huân chương Vương miện hạng I [4]
- Giải thưởng phục vụ (Dienstauszeichnungskreuz) Phổ [4]
- Chỉ huy hạng I Huân chương Gia tộc Albrecht Gấu [4]
- Đại Thập tự của Huân chương Zähringer Löwen [4]
- Đại Thập tự của Huân chương Chiến công của Bayern [4]
- Đại Thập tự của Huân chương Heinrich Sư tử [4]
- Đại Thập tự của Huân chương Philipp Cao thượng [4]
- Đại Chỉ huy của Huân chương Greifen [4]
- Chỉ huy hạng II Huân chương Gia tộc Công quốc Sachsen-Ernestine [4]
- Huân chương Thập tự Sắt (1914) hạng I
- Huân chương Quân công vào ngày 22 tháng 8 năm 1915
- Đại Sĩ quan Huân chương Leopold [4]
- Đại Thập tự của Huân chương Quân công Bulgaria [4]
- Sĩ quan Quân đoàn danh dự của Pháp [4]
- Đại Chỉ huy của Huân chương Chúa Cứu thế [4]
- Thụy bảo chương hạng II [4]
- Chỉ huy (Komtur) Huân chương Thánh Mauritius và Lazarus [4]
- Đại Sĩ quan Huân chương Vương miện của Ý [4]
- Chỉ huy Huân chương Kitô của Bồ Đào Nha [4]
- Huân chương Thánh Anna hạng I của Nga [4]
- Đại Thập tự Huân chương Quân công của Bồ Đào Nha [4]
- Ông được cấp bằng Tiến sĩ Danh dự (Dr. jur. h. c.) của Trường Đại học Friedrich Wilhelm ở Berlin vào năm 1917
- Từ năm 1936 đến năm 1945, có một trại binh ở Landsberg an der Warthe mang tên "Doanh trại Tướng von Strantz"